# Aidomaggiore
Aidomaggiore is een gemeente in de Italiaanse provincie Oristano (regio Sardinië) en telt 515 inwoners (31-12-2004). De oppervlakte bedraagt 41,4 km², de bevolkingsdichtheid is 12 inwoners per km².

## Demografie
Aidomaggiore telt ongeveer 203 huishoudens. Het aantal inwoners daalde in de periode 1991-2001 met 12,2% volgens cijfers uit de tienjaarlijkse volkstellingen van ISTAT.
| Jaar | Inwoneraantal |
| ---- | ------------- |
| 1991 | 617           |
| 2001 | 542           |

## Geografie
De gemeente ligt op ongeveer 250 m boven zeeniveau.
Aidomaggiore grenst aan de volgende gemeenten: Borore (NU), Dualchi (NU), Ghilarza, Norbello, Sedilo, Soddì.